# 豪華!スター家族対抗初春ジャンボクイズ!
『豪華!スター家族対抗初春ジャンボクイズ!』（ごうか スターかぞくたいこうはつはるジャンボクイズ）は、1981年から1989年まで日本テレビ系列局が毎年1月1日 9:25 - 11:35 （日本標準時）に放送していたクイズ番組である。日本テレビと三桂の共同製作。
本項では、1982年8月7日に同局で放送された特別版『世界へはばたけ!'82オールスター家族対抗ジャンボクイズ』に関しても述べる。

## 出演者

### 司会
- 関口宏

### アシスタント
- 手塚理美
- 伊藤かずえ
- 多岐川裕美
- 藤田朋子（1989年）

### 出題者
- 宮田佳代子

## 内容
芸能人スターの家族5人によるチーム×8組がクイズに挑戦し、ヨーロッパ旅行獲得を目指していた。家族での参加を原則としていたが、落語家などによるチームの場合、収録に参加できない家族に代わって弟子が参加するケースも見られた。番組はトーナメント方式で進行していた。

### 1回戦&準決勝
質問方式でクイズを出題。
コーナー前半では、各界著名人がVTRで問題を出していた。解答者は答えをフリップに書き、正解すれば5点を獲得。
後半では、3名の芸能人（通称・イジワルさん）が出された問題にそれぞれ答え、解答者は誰が本当の事を言っているのかを当てる「イジワルクイズ」を行った。正解すれば5点を獲得。
点数の多かったチームが準決勝＆決勝に進出し、準決勝での敗退チームは3位決定戦に参加した。

### 3位決定戦
早押し形式で、獲得点数の多かったチームが3位になった。なお、スルーは両チーム不正解として扱われ、不正解2回で1人失格・退場となり、失格者はそのチームが3位になっても賞品を貰うことができなかった。
1回戦敗退の4チームは3位になるチームを予想し、正解すれば賞品を貰えた。

### 決勝戦
ゴンドラに乗ってクイズに答える。解答者は、「鶴箱」「亀箱」（それ以外の時もあり）のどちらかを指定し、指定した箱から出された問題に答えた。1問正解でゴンドラ正面のランプの半分が点灯（この時点ではまだゴンドラは上がらない）。そして2問正解すると、ゴンドラランプが全部点灯して、ゴンドラは1段上がった。なお、解答は交互に行っていたが、「ペナルティ問題」（いつ出るのかは分からない）に正解できないと、チームのうちの1人が失格・退場となった。
10問正解してゴンドラが5段上がると優勝となり、解答者席上（天井）に吊るされていたくす玉が割られ、紙テープ・紙吹雪・風船が舞ってヨーロッパ旅行を獲得。一方、負けて準優勝となったチームは、ゴンドラが指している所の旅行を獲得（下記を参照）。
この決勝戦では、司会の関口とアシスタントも解答者に合わせてゴンドラ（解答者用でなく、内側にある専用ゴンドラ。失格者はこれに乗されて退場）に乗った。優勝したからとはいえ、必ずしも優勝チーム5人が全員旅行に行ける訳ではなく、当時関口が司会を務めていた『クイズ100人に聞きました』（TBS）のトラベルチャンスとほぼ同じ手法が用いられたが、こちらは残った人数に応じての旅行獲得になっていた。

## 決勝戦の旅行賞品
| 段 | 前期           | 後期           |
| -- | -------------- | -------------- |
| 5  | ヨーロッパ     | ヨーロッパ     |
| 4  | ハワイ         | アメリカ西海岸 |
| 3  | シンガポール   | オーストラリア |
| 2  | イギリス領香港 | ハワイ         |
| 1  | （START）      | （START）      |

## 特別版
1982年8月7日には、特別版『世界へはばたけ!'82オールスター家族対抗ジャンボクイズ』を『土曜トップスペシャル』枠で放送した。ルールは通常版と同じで、「イジワルクイズ」・「3位決定戦」（後述の初期版）・「決勝戦」は同じだが、「著名人からのVTRクイズ」の代わりに、世界各国に関する問題が出題された。出演者は橋幸夫一家、柏原よしえ（現：芳恵）一家、音無美紀子・村井國夫一家、近江俊郎一家、岡田眞澄一家、雪村いづみ一家、ジェリー藤尾・藤尾友子（現：渡辺）一家、中村メイコ・神津善行一家の計8家族。

## 補足
- 初期（および特別版）の3位決定戦は、決勝戦と同じくゴンドラに乗って行われていた。こちらの賞品はハワイ旅行で、1問正解するごとにゴンドラが1段上がった。また、ペナルティ問題は無かったため、脱落者は出なかった。司会者は専用ゴンドラに乗らず、下で進行していた。
- 『ジャンボクイズ』というタイトルは、もともと『アメリカ横断ウルトラクイズ』の企画段階でのタイトルだった。
- 1988年放送分のみ日本航空の一社提供で放送された。そのため、当該回はタイトルに「JALスペシャル」を冠していた。またこの回は、日本テレビ系列局が無い県でも系列外局を通じて放送された（遅れネット）。